# Train (suono)
Train è un suono registrato il 5 marzo 1997 nell'Oceano Pacifico equatoriale dal National Oceanic and Atmospheric Administration degli Stati Uniti d'America. La sorgente del suono è rimasta sconosciuta.

## Analisi
Train si sviluppa fino ad assumere una frequenza quasi costante. Secondo il NOAA, l'origine del suono sarebbe da ricercarsi nell'incagliamento di un grande iceberg nel Mare di Ross, presso Capo Adare.
Il nome deriva dal fatto che il rumore Train ricorda quello di un treno in corsa.